# Prisma (сеть магазинов)
Prisma — сеть гипермаркетов, принадлежащая концерну «S Group». Основана в 1972 году в Финляндии. В настоящее время в Финляндии насчитывается 74 магазина в 51 городе. Первый магазин открылся в 1972 году в городе Йювяскюля. Ассортимент «Prisma» включает в себя продукты питания и бакалеи, продукцию бытовой химии, гигиенические и косметические товары, парфюмерию, одежду, обувь, спортивный инвентарь, книги, канцелярские принадлежности, игрушки, товары для дома и др. Основным конкурентом сети является сеть магазинов «K-Citymarket», принадлежащая компании «Kesko». С 2000 года сеть магазинов работает в Эстонии. 

## История
В прошлом гипермаркеты «S Group» сильно отличались друг от друга, так как кооперативам было позволено выбирать свою собственную концепцию. В частности, использовались названия «Sokos-Market» и «Prisma». Первый гипермаркет «S Group», в то время называвшийся «Sokos Market», был открыт в 1971 году на улице Тампереентие в Турку. В следующем году открылся магазин «Seppälä Prisma» в Йювяскюля, получивший своё название от достопримечательности, построенной в связи с автомобильным рынком, которая выглядела как призма. В 1970-х годах супермаркеты «Prisma/Sokos» были открыты, в частности, в Коуволе, Оулу, Пори, Сейняйоки и Тампере. Первый магазин «Prisma» в столице страны был открыт в 1987 году в районе Малми.
Нынешняя форма сети «Prisma» возникла в 1988 году, когда «S Group» начала консолидировать свои магазины в рамках национальных сетей. В «S Group» посчитали «Prisma» удачным именем, поэтому именно стали носить все гипермаркеты «S Group». Ассортимент и маркетинг магазинов были унифицированы. В конце 1995 года в Финляндии насчитывалось 28 магазинов «Prisma». 
С 2000 года сеть магазинов работает в Эстонии. По состоянию на май 2023 года в стране насчитывается 13 гипермаркетов в пяти городах и их окрестностях, где занято почти 900 работников.
17 января 2006 года была основана латвийская компания «AS Prisma Latvija» с уставным капиталом в 5 150 800 евро. В том же году сеть вышла на российский рынок, где ей принадлежали 16 магазинов в Санкт-Петербурге. В 2017 году магазины в Латвии и Литве были закрыты, а 4 марта 2022 года «S Group» объявила о закрытии всех российских операций.